# Travelling Without Moving
Travelling Without Moving é o terceiro álbum de estúdio da banda britânica de funk/acid jazz Jamiroquai, lançado em 28 de agosto de 1996 no Japão, 9 de setembro de 1996 no Reino Unido, 19 de novembro de 1996 no Canadá e 14 de janeiro de 1997 nos Estados Unidos. O álbum traz o single de sucesso internacional "Virtual Insanity". Vendeu mais de 8 milhões de cópias em todo o mundo e entrou para o Guinness World Records como o álbum de funk mais vendido da história.

## Background
Falando sobre o humor geral do álbum, Kay disse: "Com o Emergency on Planet Earth, as pessoas não estavam torcendo nas ruas nem nada, e The Return of the Space Cowboy foi muito triste. Com [Traveling Without Moving], Decidi que era importante mostrar às pessoas que podíamos nos divertir. É por isso que são os carros, a vida e o amor ".
A capa do álbum incorpora o logotipo "Buffalo Man" da banda com o logotipo da Ferrari.

## Lançamento e recepção
A RIAA certificou Traveling Without Moving com disco de platina em 3 de novembro de 1997, denotando 1 milhão de remessas nos Estados Unidos - esta é a única certificação RIAA que a banda já obteve.
A Q deu ao álbum nota 4 de 5: "Mais compacto e compacto em sua produção do que os arranjos funk épicos de ... The Return of the Space Cowboy ... Ninguém com ouvidos pode negar a musicalidade de Jason Kay - ele é um cantor extraordinário e prova aqui. " The Source também deu ao álbum 4 de 5: "Viajar é essencialmente sobre a metafísica de se divertir ... Jamiroquai tem mil truques musicais na manga; trompas agudas misturadas com detalhes do jazz, linhas de baixo enérgicas e ritmos disco." Stephen Thompson do The A.V. Club disse que o álbum "parece muito com seu antecessor", mas concluiu: "É uma homenagem a Jamiroquai que mais do mesmo ainda soe muito bem."
As vendas foram ajudadas pelo sucesso de "Virtual Insanity", que ganhou um Grammy e quatro MTV Awards, incluindo o de Vídeo do Ano. O álbum ganhou triplo disco de platina no Reino Unido e foi certificado como platina pela RIAA nos Estados Unidos.
"Se não me engano", observou Jay Kay no encerramento de 1997, "Traveling Without Moving já vendeu bem mais de cinco milhões e meio em todo o mundo, com um milhão e meio aqui [no Reino Unido] e outro milhão na América. Ficou limpo no American MTV Awards e acabei de voltar de apoiar os Rolling Stones lá. Na verdade, até conhecemos Jack Nicholson nos bastidores em Las Vegas outra noite. Ele disse que amou o show, o que foi legal ."
A canção "Virtual Insanity" fez muito sucesso no Brasil, figurando entre os clipes mais pedidos na programação da MTV Brasil, o que fez com que a música fizesse parte da trilha sonora internacional do remake da novela "Anjo Mau", exibida pela TV Globo entre 1997 e 1998. Na trama de Maria Adelaide Amaral, Vincent Vilari e Bosco Brasil, baseada na original de Cassiano Gabus Mendes, a música foi tema da personagem "Duda", interpretada por Ana Beatriz Nogueira.

## Faixas
| Standard edition |                                                                |         |  |
| N.º              | Título                                                         | Duração |  |
| 1.               | "Virtual Insanity"                                             | 5:40    |  |
| 2.               | "Cosmic Girl"                                                  | 4:03    |  |
| 3.               | "Use the Force"                                                | 4:00    |  |
| 4.               | "Everyday"                                                     | 4:28    |  |
| 5.               | "Alright"                                                      | 4:25    |  |
| 6.               | "High Times"                                                   | 5:58    |  |
| 7.               | "Drifting Along"                                               | 4:06    |  |
| 8.               | "Didjerama" (Instrumental)                                     | 3:50    |  |
| 9.               | "Didjital Vibrations" (Instrumental)                           | 5:49    |  |
| 10.              | "Travelling Without Moving"                                    | 3:40    |  |
| 11.              | "You Are My Love"                                              | 3:55    |  |
| 12.              | "Spend a Lifetime"                                             | 4:14    |  |
| 13.              | "Do U Know Where You're Coming From" (com M-Beat, bonus track) | 4:59    |  |
| 14.              | "Funktion" (Faixa oculta em alguns lançamentos)                | 8:27    |  |
| Duração total:   | Duração total:                                                 | 1:07:07 |  |

Todas as faixas escritas e compostas por Kay and Smith. 
| Australian Bonus Disc: "Alright" Remixes EP |                                    |         |  |
| N.º                                         | Título                             | Duração |  |
| 1.                                          | "Alright" (Radio Mix)              |         |  |
| 2.                                          | "Alright" (Tee's Radio Jay)        |         |  |
| 3.                                          | "Alright" (Tee's In House Mix)     |         |  |
| 4.                                          | "Alright" (DJ Version Excursion)   |         |  |
| 5.                                          | "Alright" (Tee's Digital Club)     |         |  |
| 6.                                          | "Alright" (D&C Human Mix)          |         |  |
| 7.                                          | "Alright" (D&C Electro Groove Mix) |         |  |